# USS Coates (DE-685)
USS Coates (DE-685) là một tàu hộ tống khu trục lớp Rudderow từng phục vụ cùng Hải quân Hoa Kỳ trong Chiến tranh Thế giới thứ hai. Nó là chiếc tàu chiến duy nhất của Hải quân Hoa Kỳ được đặt cái tên này, theo tên Thượng sĩ Charles Coates (1912-1942), người từng phục vụ cùng tàu tuần dương hạng nhẹ Juneau (CL-52) và đã tử trận vào ngày 13 tháng 11, 1942, khi Juneau đắm do trúng ngư lôi trong trận Hải chiến Guadalcanal. Nó đã phục vụ cho đến khi chiến tranh kết thúc, xuất biên chế năm 1946, rồi được huy động trở lại để tiếp tục phục vụ từ năm 1951 đến năm 1970. Con tàu cuối cùng bị đánh chìm như mục tiêu bán vào năm 1971.

## Thiết kế và chế tạo
Lớp Rudderow có thiết kế hầu như tương tự với lớp Buckley trước đó; vì giữ lại kiểu động cơ turbine-điện General Electric, cung cấp điện năng cho mô-tơ điện để dẫn động hai trục chân vịt. Lớp này còn được gọi là kiểu TEV, do hệ thống động lực Turbo-Electric và cỡ pháo 5-inch (V).
Dàn pháo chính được nâng cấp lên hai khẩu pháo 5 inch (130 mm)/38 cal trên hai tháp pháo nòng đơn, được phân bố một phía trước mũi và một phía sau tàu. Hỏa lực phòng không được nâng lên hai khẩu đội pháo phòng không Bofors 40 mm nòng đôi và mười pháo phòng không Oerlikon 20 mm. Vũ khí chống ngầm bao gồm một dàn súng cối chống tàu ngầm Hedgehog Mk. 10 (có 24 nòng và mang theo 144 quả đạn); hai đường ray Mk. 9 và tám máy phóng K3 Mk. 6 để thả mìn sâu. Con tàu vẫn giữ lại ba ống phóng ngư lôi Mark 15 21 inch (533 mm), và được trang bị radar SL dò tìm không trung và radar SC/SA dò tìm mặt biển. Thủy thủ đoàn đầy đủ bao gồm 15 sĩ quan và 168 thủy thủ.
Coates được đặt lườn tại Xưởng tàu Fore River của hãng Bethlehem Steel Corp. ở Quincy, Massachusetts vào ngày 8 tháng 11, 1943. Nó được hạ thủy vào ngày 12 tháng 12, 1943, được đỡ đầu bởi bà Albert M. Bledsoe, và nhập biên chế cùng Hải quân Hoa Kỳ vào ngày 24 tháng 1, 1944 dưới quyền chỉ huy của Hạm trưởng, Đại úy Hải quân Wilbur Summers Wills.

## Lịch sử hoạt động

### 1944 - 1946
Sau khi hoàn tất việc chạy thử máy huấn luyện tại khu vực Bermuda, Coates đi đến Miami, Florida, trình diện để phục vụ cùng Hạm đội Đại Tây Dương, và hoạt động như một tàu huấn luyện cho thủy thủ đoàn các tàu hộ tống khu trục tương lai từ ngày 8 tháng 4, 1944 đến ngày 15 tháng 9, 1945. Khi chiến tranh chấm dứt, nó đi đến Xưởng hải quân Charleston, Charleston, South Carolina để chuẩn bị ngừng hoạt động. Nó được cho xuất biên chế tại Green Cove Springs, Florida vào ngày 16 tháng 4, 1946 và đưa về Hạm đội Dự bị Đại Tây Dương.

### 1951 - 1970
Sau khi Chiến tranh Triều Tiên bùng nổ, Coates được huy động trở lại, tái biên chế vào ngày 7 tháng 2, 1951, và đi đến cảng nhà mới tại Norfolk, Virginia vào ngày 18 tháng 3. Sau các đợt huấn luyện thực hành dọc theo vùng bờ Đông, nó khởi hành từ Norfolk vào ngày 9 tháng 7 để đi Liverpool, Nova Scotia, nơi con tàu tham gia các cuộc tập trận tìm-diệt tàu ngầm trước khi quay trở về vào ngày 27 tháng 7. Nó tiếp tục huấn luyện tại vùng biển Cuba, rồi phục vụ như một tàu huấn luyện tại Trường Sonar Hạm đội tại Key West, Florida vào mùa Xuân năm 1952.
Lên đường vào ngày 26 tháng 8, Coates tham gia cuộc Tập trận Mainbrace của Khối NATO, viếng thăm Firth of Clyde và Firth of Forth, Scotland và Arendal, Na Uy trước khi quay trở về Norfolk vào ngày 11 tháng 10. Nó tiếp tục hoạt động tại chỗ và thực hành huấn luyện tại các vùng biển Virginia Capes và vịnh Guantánamo, Cuba, rồi thực hiện chuyến đi thực tập cho học viên sĩ quan đến Brazil vào mùa Hè năm 1953. Một đợt tập trận khác trong Khối NATO đã đưa con tàu đến các vùng biển Scotland và Pháp từ ngày 12 tháng 7 đến ngày 3 tháng 9, 1954.
Vào đầu năm 1957, Coates lại có một lượt phục vụ như tàu huấn luyện tại Trường Sonar Hạm đội tại Key West, Florida. Đến ngày 21 tháng 11, 1957, nó được điều sang vai trò một tàu huấn luyện dự bị cho Hải quân Dự bị Hoa Kỳ, trực thuộc Quân khu Hải quân 3, hoạt động từ New York. Cho đến năm 1963, nó tiến hành những chuyến đi huấn luyện dọc eo biển Long Island và thỉnh thoảng đi sang vùng biển Caribe và đến các cảng dọc bờ Đông. Con tàu chuyển cảng nhà từ New York đến New Haven, Connecticut vào ngày 19 tháng 9, 1960.
Coates được cho xuất biên chế lần sau cùng vào ngày 30 tháng 1, 1970, và bị rút tên khỏi danh sách Đăng bạ Hải quân cùng ngày hôm đó. Con tàu bị đánh chìm như một mục tiêu vào ngày 19 tháng 9, 1971.

## Phần thưởng
Nguồn: Navsource Naval History
|  |  |             |
|  |  | Bronze star |

| Huân chương Viễn chinh Hải quân |                                      |                                                                 |
| Huân chương Chiến dịch Hoa Kỳ   | Huân chương Chiến thắng Thế Chiến II | Huân chương Phục vụ Phòng vệ Quốc gia với 1 Ngôi sao Chiến trận |